# 泰國蛇鰍
泰國蛇鰍為輻鰭魚綱鯉形目鰍科的其中一種，為熱帶淡水魚，被IUCN列為易危保育類動物，分布於亞洲寮國北部及泰國湄公河流域，體長可達3.9公分，棲息在混濁且流速快的溪流底層水域，生活習性不明。

## 扩展阅读
維基物種上的相關：泰國蛇鰍